# Geleitzug HX 79
Der Geleitzug HX 79 war ein alliierter Geleitzug der HX-Geleitzugserie zur Versorgung Großbritanniens im Zweiten Weltkrieg. Er fuhr am 8. Oktober 1940 im kanadischen Halifax ab und traf am 23. Oktober in Liverpool ein. Die Alliierten verloren durch deutsche U-Boote zwölf Frachtschiffe mit 75.063 BRT, während es auf deutscher Seite keine Verluste gab. Damit war der HX 79 einer der verlustreichsten HX-Geleitzüge.

## Zusammensetzung und Sicherung

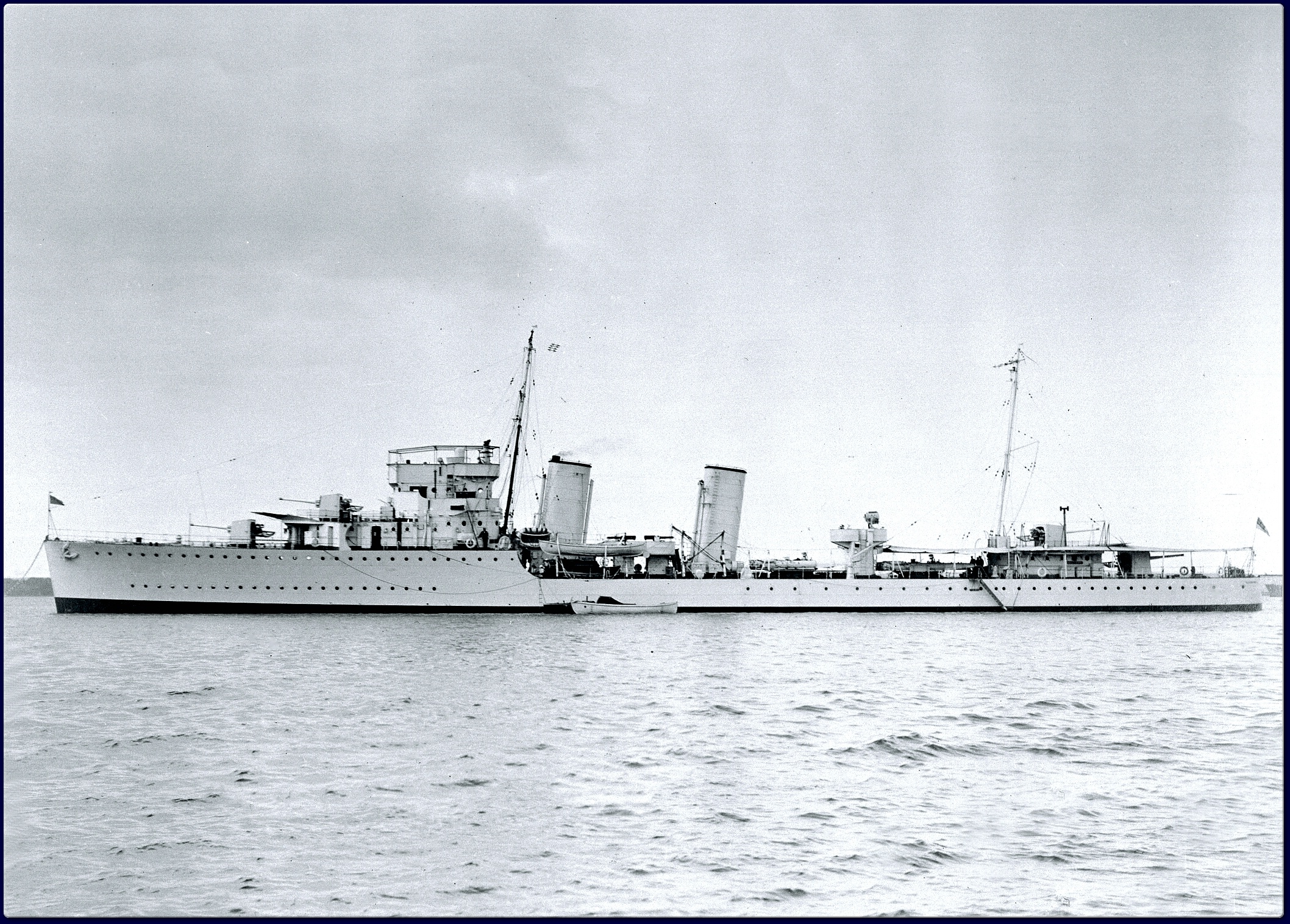
Zerstörer Saguenay

Der Geleitzug HX 79 setzte sich aus 50 Frachtschiffen zusammen. Am 8. Oktober 1940 verließen sie das kanadische Halifax (Lage) in Richtung Liverpool (Lage). Kommodore des Konvois des Konvois war Rear Admiral W. B. Mackenzie, der sich auf der Salacia eingeschifft hatte. Bis zum 10. Oktober übernahm die Sicherung eine lokale kanadische Eskorte mit den Korvetten French, Husky, Reindeer und Saguenay. Anschließend übernahm eine Ocean Escort, bestehend aus den Hilfskreuzern Montclare und Alaunia sowie dem niederländischen U-Boot O 14, den Schutz des Konvois, bis dieser am 19. Oktober den Bereich der Westansteuerung erreichte. Hier erfolgte die Übergabe an eine britische Local Escort Group mit den Zerstörern Whitehall und Sturdy, dem Minensucher Jason, den Korvetten Hibiscus, Heliotrope, Coreopsis, Arabis, den UJ-Trawlern Lady Elsa, Blackfly, Angle und dem niederländischen U-Boot O 21.
| Name                    | Flagge                 | Vermessung in BRT | Verbleib                                 |
| ----------------------- | ---------------------- | ----------------- | ---------------------------------------- |
| Athelmonarch            | Vereinigtes Königreich | 8.995             |                                          |
| Atland                  | Schweden               | 5.203             |                                          |
| Axel Johnson            | Schweden               | 4.915             |                                          |
| Baron Carnegie          | Vereinigtes Königreich | 3.178             |                                          |
| Benwood                 | Norwegen               | 3.931             |                                          |
| Biafra                  | Vereinigtes Königreich | 5.405             |                                          |
| Bilderdijk              | Niederlande            | 6.856             | am 19. Oktober von U 47 versenkt (Lage)  |
| Blairnevis              | Vereinigtes Königreich | 4.155             |                                          |
| Brittany                | Vereinigtes Königreich | 4.772             |                                          |
| Cadillac                | Vereinigtes Königreich | 12.062            |                                          |
| Cairnvalona             | Vereinigtes Königreich | 4.929             |                                          |
| Campus                  | Vereinigtes Königreich | 3.667             |                                          |
| Cape Corso              | Vereinigtes Königreich | 3.807             |                                          |
| Caprella                | Vereinigtes Königreich | 8.230             | am 20. Oktober von U 100 versenkt (Lage) |
| City of Lancaster       | Vereinigtes Königreich | 3.041             |                                          |
| Egda                    | Norwegen               | 10.050            |                                          |
| Empire Swan             | Vereinigtes Königreich | 7.964             |                                          |
| Empire Trader           | Vereinigtes Königreich | 9.990             |                                          |
| Enseigne Maurice Prehac | Vereinigtes Königreich | 4.578             |                                          |
| Erna III                | Vereinigtes Königreich | 1.590             |                                          |
| Flowergate              | Vereinigtes Königreich | 5.161             |                                          |
| Gunda                   | Schweden               | 1.170             |                                          |
| Harbury                 | Vereinigtes Königreich | 5.081             |                                          |
| Harlesden               | Vereinigtes Königreich | 5.483             |                                          |
| Hoyanger                | Norwegen               | 4.624             |                                          |
| Induna                  | Vereinigtes Königreich | 5.848             |                                          |
| Janus                   | Schweden               | 9.965             | am 20. Oktober von U 46 versenkt (Lage)  |
| Kiruna                  | Schweden               | 5.484             |                                          |
| La Estancia             | Vereinigtes Königreich | 5.185             | am 20. Oktober von U 47 versenkt (Lage)  |
| Loch Lomond             | Vereinigtes Königreich | 5.452             | am 20. Oktober von U 100 versenkt (Lage) |
| Marathon                | Vereinigtes Königreich | 7.926             |                                          |
| Matheran                | Vereinigtes Königreich | 7.653             | am 19. Oktober von U 38 versenkt (Lage)  |
| Ravnevjell              | Norwegen               | 1.339             |                                          |
| Rio Blanco              | Vereinigtes Königreich | 4.086             |                                          |
| Rupera                  | Vereinigtes Königreich | 4.548             | am 19. Oktober von U 46 versenkt (Lage)  |
| Rydboholm               | Schweden               | 3.197             |                                          |
| Salancia                | Vereinigtes Königreich | 5.495             |                                          |
| San Roberto             | Vereinigtes Königreich | 5.890             |                                          |
| Sandanger               | Norwegen               | 9.432             |                                          |
| Shirak                  | Vereinigtes Königreich | 6.023             | am 19. Oktober von U 47 versenkt (Lage)  |
| Sir Ernest Cassel       | Schweden               | 7.739             |                                          |
| Sitala                  | Vereinigtes Königreich | 6.218             | am 20. Oktober von U 100 versenkt (Lage) |
| Thyra                   | Norwegen               | 1.655             |                                          |
| Tiba                    | Niederlande            | 5.239             |                                          |
| Tribesman               | Vereinigtes Königreich | 6.242             |                                          |
| Triton                  | Norwegen               | 6.607             |                                          |
| Uganda                  | Vereinigtes Königreich | 4.966             | am 19. Oktober von U 38 versenkt (Lage)  |
| Wandby                  | Vereinigtes Königreich | 4.947             | am 19. Oktober von U 47 versenkt (Lage)  |
| Wellington Court        | Vereinigtes Königreich | 4.979             |                                          |
| Whitford Point          | Vereinigtes Königreich | 5.026             | am 20. Oktober von U 47 versenkt (Lage)  |

## Verlauf
Am 19. Oktober 1940 erfasste U 47, das zu diesem Zeitpunkt als Wetterbeobachtungsboot diente, den Geleitzug. Daraufhin setzte der BdU die U-Boote U 28, U 38, U 46, U 48 und U 100 auf den Geleitzug an, die die Signale von U 47 ansteuerten. In den Abendstunden  des 19. Oktober begann der Angriff der U-Boote, der sich bis zum Morgen des 20. Oktober hinziehen sollte. U 38 torpedierte dabei die britischen Schiffe Matheran, die 9 Seeleute mit in den Tod riss und die Uganda die eine Stahl- und Holzladung hatte und ohne Menschenverluste sank. Anschließend versenkte U 47 den Niederländer Bilderdijk, die britischen Frachter Wandby, der eine Stahl- und Holzladung hatte, La Estancia, der mit Zucker beladen war und Withford Point mit einer Stahlladung, sowie den britischen Tanker Athelmonarch der Melasse transportierte. Dabei kamen insgesamt 37 Crewmitglieder ums Leben. U 48 versenkte den bereits beschädigten britischen Tanker Shirak mit seiner Petroleumladung, U 46 den Briten Ruppera, der Schrott geladen hatte und 30 seiner 36 Besatzungsangehörigen mit in die Tiefe nahm und den Schweden Janus, der Heizöl transportierte und 4 Crewmitglieder verlor. Währenddessen zerstörte U 100 die Frachter Caprella, der ebenfalls Heizöl fuhr, Sitala mit einer Rohölladung und die Loch Lomond mit seiner Stahl- und Holzladung. Dabei wurden insgesamt 3 Besatzungsmitglieder getötet. Danach liefen die U-Boote aufgrund von Treibstoff- und Torpedomangel ab. Am 23. Oktober traf der Konvoi in Liverpool ein. Insgesamt wurden zwölf Schiffe mit 75.065 BRT versenkt.
In der zeitgenössischen Propaganda wurde die Geleitzugschlacht gegen HX 79 mit den zwei Tage zuvor geführten Angriff im gleichen Seegebiet auf den Geleitzug SC 7 zusammengefasst. Dadurch entstand der Eindruck einer übermäßig langen Geleitzugschlacht. Die damalige Propagandabezeichnung „Nacht der langen Messer“ hat sich teilweise bis heute in Publikationen erhalten.